# Лионский соус
Лионский соус (фр. Sauce lyonnaise) — соус французской кухни, приготовленный из вина, масла, уксуса и лука. Именно присутствие последнего дало ему название «лионский», поскольку Лион славится блюдами из лука, и название a la lyonnaise означает, что в блюде есть лук. Соус используется при запекании, к мясному ассорти или овощам.

## История
Считается, что лионский соус был изобретен Филиппом де Морне (1549—1623) в 1600-х годах. Ему также приписывают изобретение соуса Морне, соуса бешамель, охотничьего соуса и соуса Порто.

## Приготовление
Лук обжаривают в масле. К нему добавляют уксус и сухое белое вино, дают немного покипеть. В эту основу затем можно добавить бульон и томатную пасту, соль и перец . Французские повара Урбен Дюбуа и Эмиль Бернар в книге La Cuisine Classique предлагают также использовать сладкое вино сотерн, чтобы приготовить этот соус. В него ещё добавляют сахар, чеснок, петрушку и яичные желтки.